# Kia Quoris
Kia Quoris — представительский автомобиль южнокорейской компании Kia Motors. Автомобиль построен на одной платформе с Hyundai Equus — BH-L (VI). Quoris меньше Equus, однако имеет большую колёсную базу и более короткий передний свес, более агрессивный дизайн, выполненный в корпоративном стиле Kia, и фирменную решётку компании — «Пасть Тигра».
Продажи модели начались в мае 2012 года в Южной Корее. Позже Kia вывели свой флагман на крупнейшие автомобильные рынки мира, в том числе США и Китай. На своей родине автомобиль имеет имя K9, на других рынках он получил имя Quoris, как это произошло с южнокорейскими моделями компании: K5 и K7. В США Quoris продаётся под именем K900.
В России автомобиль дебютировал 1 марта 2013 года под именем Quoris с двигателем V6 объёмом 3,8 литра (290 л. с.) и восьмиступенчатой автоматической коробкой передач. В отличие от версии для корейского рынка, этот мотор имеет не непосредственный, а распределённый впрыск топлива.
Впервые фотографии автомобиля компания представила в марте 2012 года, всего за месяц до начала продаж. После официального появления автомобиль был раскритикован за его схожесть с автомобилями марки BMW, в том числе с представительским BMW 7 и среднеразмерным Gran Turismo.
Изначально автомобили в России продавались в четырёх комплектациях: Prestige, Luxury, Premium I, Premium II. После рестайлинга в июне 2014 года комплектаций осталось две. А через год KIA выпускает на рынок России автомобиль с пятилитровым двигателем V8, который реализуется только в комплектации Premium.
Первый рестайлинг затронул головную оптику и задние фонари, была перенастроена тормозная система, мотор обзавелся непосредственным впрыском топлива, немного изменились аналоговые часы в салоне (часы не имеют настройки и самонастраиваются по GPS, самостоятельно меняя часовые пояса. После указа Д. А. Медведева об окончательном переходе на зимнее время, автомобили часы переводить отказались, что было устранено официальными дилерами), на топовых комплектациях появилась память положения сиденья переднего пассажира.
Автомобили второй волны рестайла отличаются более эргономичной формой сидений, расширился список материалов отделки салона. Автомобили с двигателем V8 поставляются с колесными дисками диаметром 19''

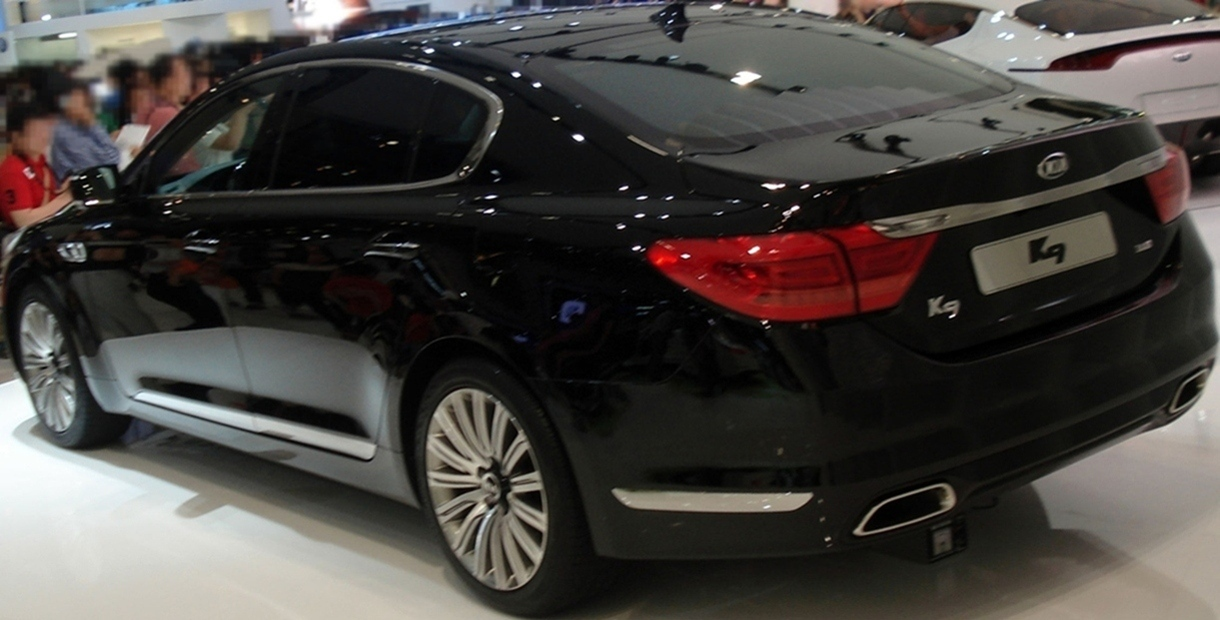
Вид сзади